# Франция на «Евровидении-2013»
Франция принимала участие в конкурсе песни Евровидение 2013, который состоялся в Швеции, в городе Мальмё. Своего представителя страна выбрала через внутренний отбор, организованный французской телевещательной сетью France Télévisions. Амандин Буржуа представила Францию на конкурсе с песней «L’enfer et moi».

## Национальный отбор
22 января 2013 года телевещательная сеть France Télévisions провела прослушивание 18 песен, которые были представлены экспертному комитету. Комитет отобрал песню «L’enfer et moi» исполнительницы Амандин Буржуа.

## На конкурсе Евровидение
Как член «Большой пятерки», Франция автоматически попала в финал, который состоялся 18 мая 2013 года. В дополнении к участию в финале, Франции было поручено голосовать во втором полуфинале, который состоялся 16 мая 2013 года. На конкурсе страна заняла 23-е место, набрав 14 очков. Наибольшее количество баллов (8) Франции дало Сан-Марино.